# Hemilobophasma montaguensis
Hemilobophasma montaguensis är en insektsart som beskrevs av Klass, Picker, Damgaard, van Noort och Koji Tojo 2003. Hemilobophasma montaguensis ingår i släktet Hemilobophasma och familjen Austrophasmatidae. Inga underarter finns listade i Catalogue of Life.